# Kerntechnik

Abb. 1: Schematische Darstellung einer Kernspaltung des schweren Elements Uran-235 – Die Reaktion ist die Grundlage vieler kerntechnischer Anwendungen. Im Mittel werden bei der Spaltung von spaltbaren Isotopen etwa 190 MeV Energie pro Kernspaltung frei. Im Moment der Spaltung werden etwa 2 bis 3 Neutronen frei, welche weitere Kerne spalten können (Kettenreaktion). Ebenfalls zu erkennen sind die beiden Spaltprodukte, eine von vielen möglichen Kombinationen (Ausbeute).

Die Kerntechnik oder Nukleartechnik, auch Kerntechnologie, Kernenergetik oder umgangssprachlich (seltener) Atomtechnik genannt, ist eine technische Disziplin, die sich mit der Nutzung von Kernreaktionen und Radioaktivität für verschiedene Zwecke (siehe Teilgebiete) befasst.
Kerntechnik basiert auf der naturwissenschaftlichen Basis der Kernphysik, -chemie, Radioaktivität, ionisierender Strahlung usw. Genauer gesagt befasst sich Kerntechnik mit der Entwicklung und Erprobung von technischen Geräten, Anlagen und Verfahren. Dies umfasst die Konzeption und Auslegung von Kernanlagen (speziell Kernreaktoren), die Herstellungsverfahren von z. B. Kernbrennstoffen und Brennelementen, die Sicherheitstechnik und Steuerung der Anlagen, die Wiederaufarbeitung oder Entsorgung von benutzten Brennelementen, sowie die Dekommissionierung und der Rückbau ausgedienter Anlagen.
Kerntechnik ist eine regulierte Technologie. Dies gilt sowohl für die friedliche (kommerzielle), als auch für die militärische Anwendung. Sie unterliegt in Deutschland dem Atomgesetz und wird von Atomaufsichtsbehörden überwacht und kontrolliert. Dies gilt auch für andere Länder, beispielsweise die Nuclear Regulatory Commission (NRC) in den USA.
Die Kerntechnik grenzt sich von der Uranwirtschaft ab, welche primär die Beschaffung (Exploration, Gewinnung), die technischen (Prozesschemie) und ökonomischen (Handel) Aspekte im Bereich der nuklearen Grundmaterialien (z. B. Yellowcake) im Kernbrennstoffkreislauf abdeckt. Die Kernenergiewirtschaft, der kommerzielle Betrieb von Kernkraftwerken, ist Teil der Energiewirtschaft. Die verschiedenen Bereich werden umgangssprachlich unter der Bezeichnung Atomindustrie oder Nuklearindustrie zusammengefasst. Zur Kerntechnik zählen im erweiterten Sinne auch Technologien, z. B. aus den Materialwissenschaften, für die Entwicklung der Fusionsenergie.

## Geschichte

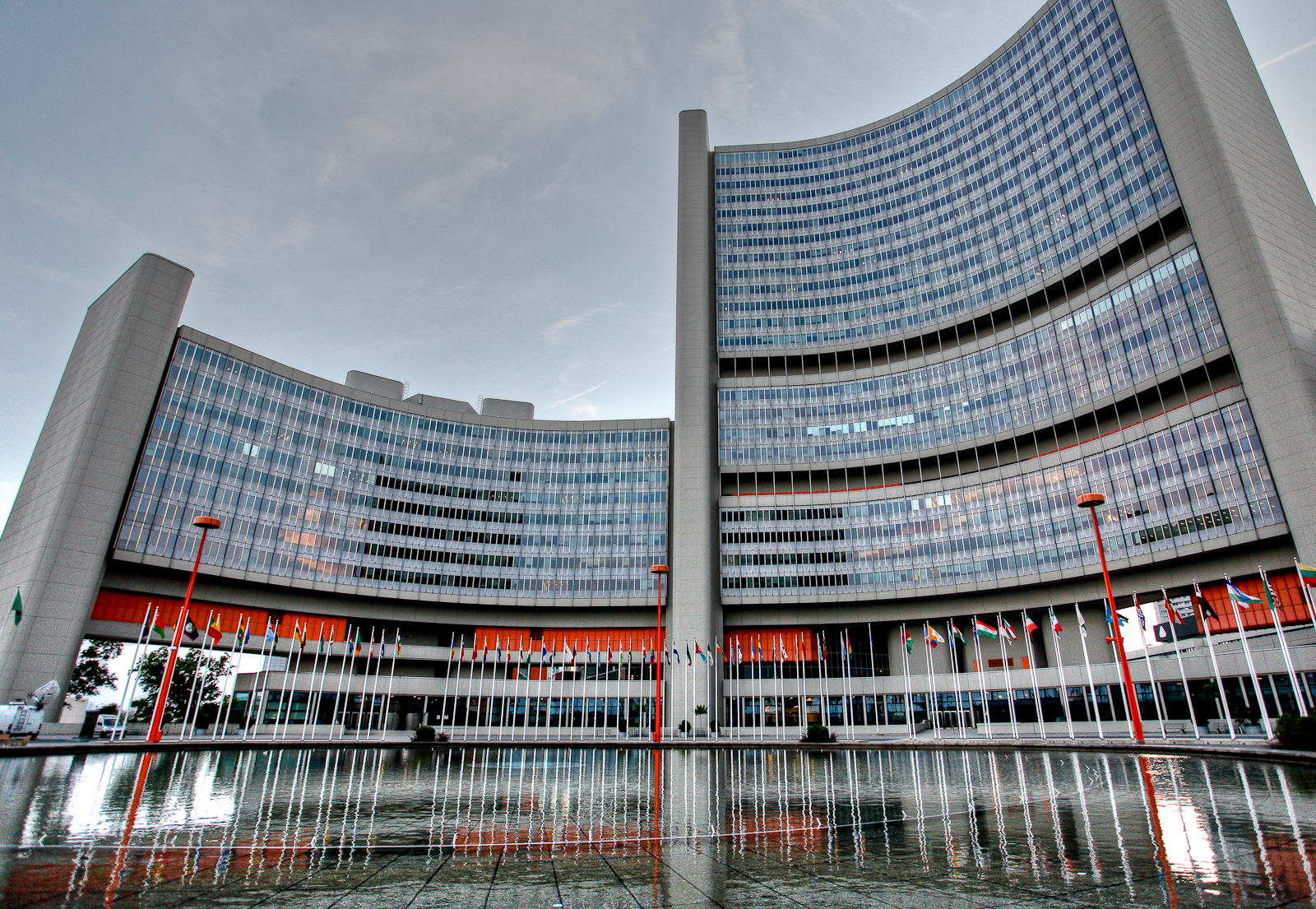
Abb. 2: Hauptquartier der Internationalen Atomenergie-Organisation (IAEO, englisch: IAEA) in Wien, Österreich.

Die wissenschaftliche Geschichte der Kerntechnik beginnt mit der Entdeckung der Kernspaltung und der Erforschung der Atomkerne. In den 1940er Jahren standen militärische Zwecke im Vordergrund. Ab dem Ende des 2. Weltkrieges bzw. ab den 1950er Jahren wurde durch die Atoms for Peace Rede, durch die Genfer Atomkonferenzen und die Gründung 1957 der Internationalen Atomenergie-Organisation (IAEO bzw. englisch: IAEA) der Übergang zur friedlichen und kommerziellen Nutzung der Kernenergie geebnet. In Europa wurde 1957 die Euratom gegründet. Andere Länder, wie z. B. Indien, haben ebenfalls seit den 1950er Jahren ihre Kernenergieprogramme weiterentwickelt.
Im ehemaligen West-Deutschland wurde ab den 1950er Jahren die Kerntechnik primär an der Kernforschungsanlage Jülich (KFA) und dem Kernforschungszentrum Karlsruhe (KfK) erforscht, entwickelt und erprobt. Die Deutsche Atomkommission beriet das damalige Bundesministeriums für Atomfragen. In der ehemaligen DDR beginnt die Kernforschung ab 1956 und wird vom Amt für Kernforschung und Kerntechnik (AKK) geleitet. Das zentrale Kernforschungsinstitut ist das Zentralinstitut für Kernphysik (ZfK), später genannt Zentralinstitut für Kernforschung (ZfK).

## Eckdaten zur Kernenergie
Die folgende Aufzählung gibt einen groben Überblick über die Kernenergie mit verschiedenen physikalischen, technischen und wirtschaftlichen Eckdaten. Die Daten erheben keinen Anspruch auf Vollständigkeit oder Richtigkeit. Der Abriss ist nur modellhaft und stellt keine exakte Berechnung dar. In der Realität müssten viele weitere Parameter berücksichtigt werden. Es werden aber einige wichtige Punkte angesprochen.

### Kernspaltung von Uran
- Wie in dem Schema einer Kernreaktion (Abbildung 1: Kernspaltung) aufgezeigt, bleiben unter Abzug von {\displaystyle \approx } 11 MeV Verlusten in Form von Neutrinos, ca. {\displaystyle \approx } 190 MeV (Millionen Elektronvolt) als Energie zur Verfügung;
- Nach Einstein's Masse-Energie Beziehung gehen bei der Spaltung von Uran-235 ca. 0,215u (Atomare Masseneinheit) verloren. Mit 1u = 1,66 × 10-27 kg folgt aus E = m × c2 = (0,215 × 1,66 × 10-27 kg × (3 × 108 m/s)2) {\displaystyle \approx } 3 × 10-11J pro Spaltung ({\displaystyle \approx } 190 MeV);
- Von der o. g. Spaltenergie ({\displaystyle \approx } 190 MeV) sind ca. {\displaystyle \approx } 175 MeV sofort verfügbar und {\displaystyle \approx } 15 MeV verzögerte Energie ({\displaystyle \beta +\gamma } Zerfälle der radioaktiven Spaltprodukte über verschiedene Zeiträume), das heißt, ein Kernreaktor produziert auch nach der Abschaltung noch Restwärme;
- Um eine nukleare Kettenreaktion in Gang zu halten, kann natürliches Uran (1 Teil Uran-235 zu 137 Teile Uran-238, viz. 0,73 % spaltbarer Anteil) als Kernbrennstoff unter Verwendung eines Neutronenmoderator und geeigneter Größe des Reaktors verwendet werden; häufiger wird aber schwach-angereichertes Uran (< 5 %) verwendet um Kernspaltung gegenüber Neutroneneinfang zu gewährleisten; beide Elemente sind Grundvoraussetzung für den Bau eines Kernreaktors;
- Ein weiteres Element zum kontrollierten Betrieb eines Reaktors sind die verzögerte Neutronen;
- Im laufenden Kernreaktor bildet nichtgespaltenes Uran-238 durch Neutroneneinfang das Transuranelement Plutonium; die Abtrennung von den Kernbrennstoffen Uran und Plutonium, sowie die sichere Entsorgung von Radionukliden erfolgt mittels den nuklearchemischen Prozessen der Wiederaufarbeitung;
- 1 g gespaltenes Uran-235 produziert ungefähr 1 g radioaktive Spaltfragmente bzw. Spaltprodukte (SP);
- Die Spaltfragmente geben ihre kinetische Energie unmittelbar auf einer Reichweite von {\displaystyle \approx } 10-3 mm an die umliegenden Atome im Kernbrennstoff ab (Rückstoßenergie); es entsteht thermische Wärme;
- Alle Spaltfragmente sind Radioisotope von bekannten Elementen, welche nach ihrer Bildung beginnen zu zerfallen ({\displaystyle \beta +\gamma } Zerfälle) mit verschieden langen Halbwertszeiten wie z. B. Iod-131 (8 Tage), Krypton-85 (10.8 Jahre), Tritium (12.3 Jahre), Strontium-90 (28 Jahre) oder Caesium-137 (30 Jahre); die letzten beiden Produkte liefern in der Anfangsphase die Hauptaktivität bei festen Abfällen;
- Moderne Kernkraftwerke (KKW) werden mit keramischem Kernbrennstoff (UO2) beladen, wobei das Uran-235 auf ca. 3 bis 5 % angereichert wurde; Dies bedingt damit sog. Anreicherungskapazitäten weltweit; Das Laden/Entladen findet zwischen 12 und 18 Monaten statt. In modernen Kernreaktoren befindet sich über 80.000 kg Kernbrennstoff in Form von Stäben in Zirconium bzw. einer Zr-Legierung eingehüllt;
- 2/3 der kommerziellen weltweiten Reaktorflotte (vgl. die IAEA Datenbank PRIS[5]) sind Leichtwasserreaktoren; davon sind ebenfalls ca. 2/3 bereits über 30 Jahre in Betrieb; weltweit sind ca. 414 GWe Kapazität installiert[6], davon wiederum über 2/3 in G7-Staaten;
- Moderne Leistungsreaktoren liefern 3 GWth thermische Energie oder ca. 1 GWe elektrische Energie mittels Turbosatz (siehe auch Clausius-Rankine-Kreisprozess oder Kraftwerkstechnik). Die Effizient liegt damit bei {\displaystyle \approx } 33 %, ähnlich wie bei Kohlekraftwerken;
- Entscheidend für den Langzeitbetrieb eines KKW ist jedoch der Nutzungsgrad (das Verhältnis zwischen der tatsächlichen Nettoleistung über einen bestimmten Zeitraum und der Nettoleistung), wenn die Anlage im selben Zeitraum mit ihrer Nennleistung (oder Höchstleistung) betrieben worden wäre. Typischerweise sollte der Nutzungsfaktor > 60 % sein; in Deutschland lag dieser Wert in dem Jahr 2004 bei {\displaystyle \approx } 90 % (7.886 von 8.784 Stunden) für die damals 18 in Betrieb befindlichen KKWs;
- Wirtschaftlich stehen Kernkraftwerke in Konkurrenz zu Kohlekraftwerken. Beide werden zu den Grundlastkraftwerken gezählt;
- KKWs zum Zwecke der Stromerzeugung kosten mehrere Milliarden Euro. Die Kosten zur Energieherstellung teilen sich grob auf in Erzeugung, Übertragung und Verteilung. Die Erzeugungskosten bei einem Anteil von {\displaystyle \approx } 60 % und darin enthalten sind {\displaystyle \approx } 70 % Investitionsgüter (Land, Rechte, Gebäude, Reaktor, Turbosatz, Sicherheitstechnik, uvm.), {\displaystyle \approx } 25 % für den Brennstoffkreislauf (Uranbeschaffung, Brennelementeherstellung oder Bezug, Wiederaufarbeitung usw.) und {\displaystyle \approx } 5 % Betrieb und Wartung; Ausführliche Investitionsmodelle oder -rechnungen müssen Zinseszins, die Rückzahlung von geliehenem Geld, Kapitalrendite und viele weitere Parameter berücksichtigen;
- In Europa wird Strom an der Leipziger Börse als Ware bzw. Commodity gehandelt. Dort lag zwischen dem Jahr 2000 und 2024 der Preis für 1 MWh elektrische Energie bei {\displaystyle \approx } 50 € im Durchschnitt. Für weitere Details, siehe auch Strompreis.

### Genauere Details zur Energiegewinnung durch Kernspaltung
- 1 g Uran-235 enthält {\displaystyle \approx } 2,6 × 1021 Atome; 1 kg enthält etwa {\displaystyle \approx } 2,6 × 1024 Atome usw.;
- Pro Watt-Sekunde (Ws) kommt es zu {\displaystyle \approx } 3 × 1010 Kernspaltungen mittels thermischer Neutronen bzw. 1 Watt {\displaystyle \approx } 3 × 1010 Kernspaltungen/Sekunde; (Der aufmerksame Leser kann die Anzahl der Spaltungen für z. B. 100 Megawatt thermisch oder mehr leicht berechnen);
- Man findet, dass 1 g Uran-235 gespalten {\displaystyle \approx } 23.000 kWh thermische Energie liefert; und 1 kg liefert {\displaystyle \approx } 23.000.000 kWh usw.;
- Per Definition ist 1 MWd = 1 Megawatt × 24 h = 24.000 kWh;

- Damit findet man, dass 1 g Uran-235 gespalten {\displaystyle \approx } 1 MWd {\displaystyle \approx } 24.000 kWh thermische Energie liefert;
- Oder, 1 kg Uran-235 gespalten {\displaystyle \approx } 24.000 MWh/kg;
- Frage: Wie viel Strom benötigt ein Mensch? Der Bedarf per capita also pro Kopf ist ca. 5,5 MWh pro Jahr[7] (Deutschland ; Stand 2025), d. h. theoretisch würden ca. 0,25 g Uran pro Jahr pro Person benötigt; (Siehe auch Bedarf an elektrischer Energie und Endenergieverbrauch);
- Geht man von einem Kilo natürlichem Uran aus, liefert dieses aufgrund seines Isotopenverhältnis jedoch nur 168 MWh bzw. 168 MWh/kg;
- Es gilt ferner die Beziehung 1 kWh = 3,6 MJ;
- Hinweis: Die Kennzahlen gelten für den Idealfall einer 100-prozentigen Wahrscheinlichkeit der Spaltungen. In der Realität ist dies jedoch nicht der Fall, das heißt, es wird mehr als 1 g Uran-235 benötigt bzw. es wird mit einem geringeren Ergebnis von z. B. 22.000 MWh/kg oder 23.000 MWh/kg gerechnet.

### Andere Energieträger
Man betrachtet die folgenden Reaktionsgleichungen:
1. Spaltung von Uran: {\displaystyle {\ce {n + U_235 -> SP1 + SP2 + (2,5)n + \gamma + Q1}}}
2. Verbrennung von Kohle: {\displaystyle {\ce {C + O2 -> CO2 + Q2}}}
3. Verbrennung von Methan (Erdgas): {\displaystyle {\ce {CH4 + 2O2 -> CO2 + 2H2O + Q3}}}
4. Verbrennung von Wasserstoff: {\displaystyle {\ce {H2 + 1/2 O2 -> H2O + Q4}}}

Pro Kilogramm wird die folgende Wärme in Megajoule (MJ/kg) erzeugt, absteigend sortiert:
1. Uran-235: {\displaystyle Q_{1}=86.400.000}
2. Wasserstoff: {\displaystyle Q_{4}=140}
3. Erdgas: {\displaystyle Q_{3}=50}
4. Kohle: {\displaystyle Q_{2}=22}

Die bei den chemischen Reaktionen 2. bis 4. freiwerdende Energie (Q) kann über das Aufbrechen der kovalenten Bindungen der Moleküle berechnet werden. Dabei wird die sogenannte Bindungs- oder Dissoziationsenergie frei.
Somit findet sich für die obigen Energieträger das grobe und theoretische Verhältnis:
{\displaystyle {\ce {U : H2 : CH4 : C <-> 1 : 620000 : 1700000 : 3900000}}}
Gespaltenes Uran-235 liefert somit 3.900.000 mal mehr Energie als die Verbrennung von Kohle. Der Faktor variiert, da es unterschiedliche Kohlen gibt. Der Brennwert von Braunkohle (6000 Btu/lb {\displaystyle \approx } 14 MJ/kg) unterscheidet sich von Steinkohle (14.000 Btu/lb {\displaystyle \approx } 33 MJ/kg), sodass sich ein jährlicher durchschnittlicher Wärmeinhalt von ca. 22 MJ/kg findet. Ähnliches gilt für Wasserstoff oder Erdgas. Die Verbrennungswärme von Erdgas (Methan) ist etwa doppelt so hoch wie die von Kohle. Mineralöl wurde oben nicht erwähnt. Es hat eine höhere Verbrennungswärme als Kohle, jedoch geringer als Erdgas, {\displaystyle \approx } 40 MJ/kg.
Der obige Wert 86.4 TJ/kg reduziert sich für verschiedene Reaktorsysteme, z. B. Leichtwasserreaktoren (LWR) und Brennstoffkreisläufe wie folgt:
| Kernenergie-System                                                                         | MJ/kg      |
| ------------------------------------------------------------------------------------------ | ---------- |
| Natururan in LWR                                                                           | 500.000    |
| Natururan in LWR mit U & Pu Wiederaufarbeitung                                             | 650.000    |
| Natururan in schnellem Reaktor                                                             | 28.000.000 |
| Natururan angereichert auf 3,5 % in LWR                                                    | 3.900.000  |
| Hinweis: Diese Werte basieren auf einem Abbrand von 45.000 MWd/t und Wirkungsgrad von 33%. |            |

Eine Umwandlung von thermischer zu elektrischer Energie erfolgt mittels Dampfkreislauf, wobei die Energie wie folgt umgewandelt wird
{\displaystyle Q_{th}/3=Q_{e}}
Oder anders gesagt, der Wirkungsgrad von Kraftwerken liegt etwa bei einem Drittel {\displaystyle \eta \approx 0,33}, d. h. ein Kernkraftwerk mit 1 GW elektrischer Leistung produziert eigentlich 3 GW thermische Wärme. Geht man von 24.000 MWh/kg aus, bzw. 8.000 MWh/kg elektrisch aus, entspricht dies rund 1/3 kg bzw. man benötigt ca. 8 kg Uran-235 am Tag für diese Menge. Liefert ein modernes Brennelement eine (hohe) Ausbeute (Abbrand) von 45.000 MWd pro Tonne Uran (tU), produziert dieses 45.000 × 24.000 kWh × 1/3 = 360 Millionen kWh Strom. Anders gesagt, liefern somit 45 kg spaltbares Material diese Strommenge. Der Abbrand von nicht-angereichertem Uran, wie es in dem schwerwasser-moderierten CANDU-Reaktor zum Einsatz kommt, liegt bei ca. 7.500 bis 9.375 MWh/tU. Der moderne Europäischer Druckwasserreaktor (EPR) wurde für 1.650 MWe bzw. 1,6 GWe ausgelegt und benötigt ca. 17 % weniger Brennstoff als ältere Kraftwerke.

## Teilgebiete der Kerntechnik

### Antriebstechnik
Ein Nebenbereich der Kerntechnik ist die Nutzung der Kernenergie für Antriebe, wobei je nach Art der Anwendung sehr unterschiedliche Technologien zum Einsatz kommen. Hauptanwendungen finden sich bei Reaktoren (Kraftwerke) für Schiffe (Atom-U-Boote, Eisbrecher und Flugzeugträger). Auch werden dezentrale, schwimmende Kernkraftwerk geplant.

### Brennstoff- und Abfallbehandlung
Die Kernbrennstofftechnik befasst sich mit der Gewinnung und Aufbereitung der notwendigen Kernbrennstoffe für Kernkraftwerke und -waffen sowie die Wiederaufarbeitung von Brennstoff nach dem Gebrauch.
Ein weiteres Fachgebiet innerhalb der Kerntechnik ist die Behandlung und die Lagerung von radioaktiven Abfällen, die beim Betrieb von kerntechnischen Anlagen aller Art – nicht nur Kernkraftwerken – anfallen, sowie der Rückbau kerntechnischer Anlagen nach der Stilllegung.

### Chemische Prozesse und Technologie
Mit der Kerntechnik sind eine Vielzahl nuklear-chemischer Techniken und Prozesse sowie entsprechende Entwicklung und Betrieb von Anlagen (bspw. Wiederaufarbeitungsanlagen) verbunden.

### Dekommissionierung / Rückbau / Entsorgung / Transport
Der Rückbau englisch nuclear decommissioning ‚nukleare Entsorgung‘ und die englisch nuclear waste management ‚Verwaltung der nuklearen Entsorung‘ alter und ausgedienter Anlagen ist ein Spezialgebiet der Kerntechnik. Es hat die Aufgabe, die Anlagen fachgerecht und sicher zurück zu bauen. Dazu zählen auch kontaminierte Anlagen, Teilen oder (Kern-)Material, welches sicherheitsgerecht zu entsorgen ist. Ebenfalls spielt der Transport und die Aufbewahrung von Kernbrennstoffen eine wichtige Rolle. Die ehemals für Kernanlagen genutzten Flächen, falls keine andere Verwendung besteht, sollen dann zu ihrem ursprünglichen Zustand zurückgeführt werden. Es gibt eine Vielzahl von Anlagen, die bereits zurückgebaut wurden oder sich noch im Rückbau befinden. Dazu zählen stillgelegte Forschungsreaktoren, Prototypenanlagen, Kernreaktoren bzw. Kernkraftwerke (z. B. Dounreay), militärische Anlagen (z. B. Rocky Flats), der Rückbau von chemischen Prozessanlagen usw. Das Fachgebiet ist multidisziplinär und erfordert Fachkenntnisse aus anderen Teilgebieten.

### Fusionstechnik
Weitgehend unabhängig von der Kernenergietechnik auf Basis der Kernspaltung (Fission) ist die zivile Energiegewinnung durch Kernverschmelzung (Fusion), die sich noch im Erforschungsstadium befindet. Diese Technik beruht auf einem grundlegend unterschiedlichen Kernreaktionen und erfordert daher völlig andere Anlagen und Verfahren. Experten sehen zwar ein großes Entwicklungspotential für diese Technik, erwarten aber eine Bereitschaft für die großtechnische Nutzung frühestens um 2050.

### Kernenergietechnik

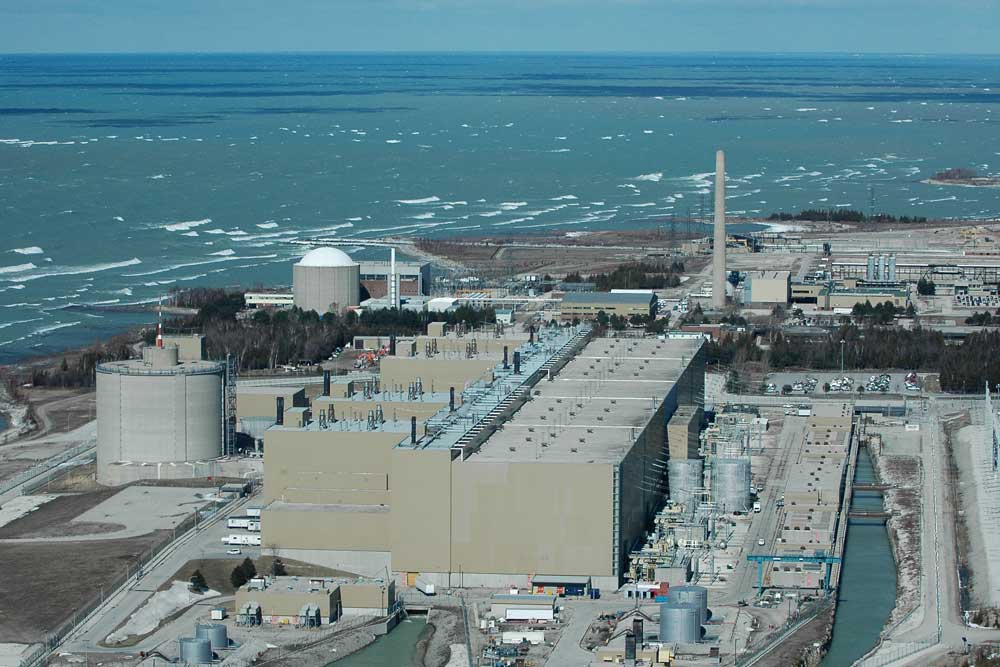
Abb. 3: Das Kernkraftwerk Bruce in Kanada, eines der leistungsstärksten der Welt

Das Feld innerhalb der Kernenergietechnik (und wohl auch der gesamten Kerntechnik) mit der derzeit größten Bedeutung für den Menschen ist die Nutzung der freigesetzten Energie von Kernspaltungsprozessen für die zivile Energieversorgung in Kernkraftwerken. Die Reaktortechnik beschreibt das ‚Herz‘ dieser Kraftwerke, nebst den thermodynamischen Prozessen (Fachgebiet Thermohydraulik), der Dampfturbine und dem Turbogenerator. Die Kernspaltungstechnologie ist seit Jahrzehnten großtechnisch erprobt und derzeit (Stand 2023) in mehr als 400 Kraftwerksreaktoren weltweit im Einsatz. Dabei basieren 2/3 der Anlagen auf dem Druckwasserreaktor. Besondere Bedeutung kommt bei der Kernspaltungstechnik der Überwachung der Anlagensicherheit durch Anlagenerrichter, -betreiber, Behörden und Sachverständige zu.

### Kernwaffentechnik
Eine andere Form der Nutzung der Kernenergie, jedoch in ihrer militärischen Form, ist die Kernwaffentechnik. Diese befasst sich mit der Entwicklung von Sprengsätzen auf der Basis von Kernspaltung („klassische Atombombe“) und -fusion (Wasserstoffbombe). Solche Waffen dienen seit dem Kalten Krieg als nukleare Abschreckung, nur ganz vereinzelt erfolgte eine zivile Nutzung. Das Wissen aus der thermonuklearen Forschung (ab 1950er Jahren, speziell auch der Plasmaphysik) gilt als Vorlage für die Erforschung der kontrollierten Kernfusion.

### Radionuklidtechnik

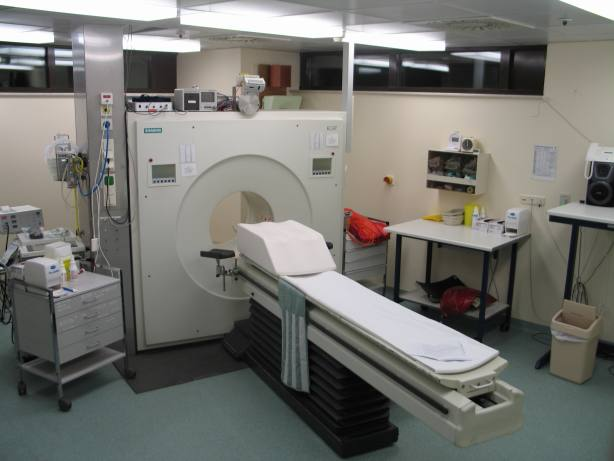
Abb. 4: PET-Scanner aus der Nuklearmedizin

Ein vielfältiges Nebenfeld der Nukleartechnik ist die Nutzung der ionisierenden Strahlung von Radionukliden. Es ergeben sich hier die unterschiedlichsten Anwendungsmöglichkeiten in Medizin, Industrie und Forschung.
Das wohl wichtigste Anwendungsgebiet bildet hierbei die Medizintechnik, wo Radionuklide und deren Strahlung in der Radiologie und der Nuklearmedizin sowohl in der Diagnostik als auch in der Behandlung von Krankheiten zum Einsatz kommen.
In der Medizintechnik, aber auch in der Werkstoffprüfung und in anderen Industrie- und Forschungszweigen kommen vielfältige kernphysikalische Mess-, Diagnose- und Analyse- und Prüftechniken zum Einsatz.
Weitere Anwendungen für Radionuklide und deren Strahlung sind beispielsweise die Lebensmittelkonservierung durch Bestrahlung, Ionisationsrauchmelder, Tritiumgaslichtquellen und Leuchtfarben, Radionuklidbatterien und -heizelemente, Betavoltaik und viele andere mehr.

### Strahlenschutztechnik
Im weiteren Sinne zur Nukleartechnik wird auch der Strahlenschutz gezählt, der in allen oben genannten Bereichen berücksichtigt wird. Dieser befasst sich nicht direkt mit der Nutzung der Radioaktivität, sondern im Gegenteil mit der Minderung der negativen Auswirkungen radioaktiver und sonstige ionisierende Strahlung künstlichen oder natürlichen Ursprungs. Die Strahlenschutztechnik entwickelt auf der Basis der Erkenntnisse von Strahlenbiologie und der Radioökologie Techniken zur Minderung oder Vermeidung schädlicher Einwirkung auf den menschlichen Organismus und die Umwelt.

## Unternehmen und Hersteller, Organisationen
Hinweis: Der Fokus der Auswahl liegt hier auf Endausrüster (OEM). Eine Vielzahl von Dienstleistungs- und Zulieferunternehmen existiert oder hat existiert, z. B. aus der Stahl- bzw. Metallindustrie, Anlagenbau, Bergbauunternehmen, Ingenieurwesen, aus der Chemieindustrie, Energieversorger, usw. Die Liste erhebt keinen Anspruch auf Vollständigkeit oder Aktualität, ob die jeweiligen Firmen noch Leistungen in der Kerntechnik anbieten. Stand 2023.

### National
Bekannte Industrieunternehmen für Kerntechnikprodukte waren seit den ersten Jahrzehnten nach den Genfer Gesprächen zur friedlichen Nutzung der Atomenergie die Hersteller:
- AEG
- Arbeitsgemeinschaft BBC-Krupp
- Babcock (USA und Weltweit, auch Deutschland, dort und heute: Bilfinger Engineering & Technologies)
- Heraeus (Brennelemente usw.)
- KWU
- MAN
- Nukem (Subfirmen Alkem etc.)
- Siemens-Schuckertwerke, später Siemens, heute Framatome GmbH
- Siemens Energy liefert nichtnukleares Equipment, z. B. Dampfturbinen, Generatoren und Betriebsinstrumentierungs- und Kontrollsysteme
- Urenco
- Vakutronik (ehemals DDR)

Weitere Unternehmen sind die Enrichment Technology Company (ETC), die BGZ Gesellschaft für Zwischenlagerung, die Gesellschaft für Anlagen- und Reaktorsicherheit (GRS) oder die EWN Entsorgungswerk für Nuklearanlagen.

### International
International sind aus den Atomenergie-Nationen wie z. B. den USA, UK, Frankreich, China usw. die folgenden Hersteller bekannt:
- Areva, heute Orano; sowie EDF (siehe auch EPR) (Frankreich)
- Rosatom und seine Tochterunternehmen, z. B. Atomstroiexport (Russland)
- Bharat Heavy Electricals; Larsen & Toubro (beide Indien)
- Die ehemalige British Nuclear Fuels (Teil von Westinghouse geworden)
- China National Nuclear Corporation
- Korea Electric Power Corporation (Hersteller des APR1400)
- Mitsubishi MHI bzw. Mitsubishi Nuclear Energy Systems (Japan)
- Westinghouse Electric Company (USA)

## Kerntechnisches Normen
Wie auch in anderen Technologiebranchen, wie z. B. der Luftfahrt, verwendet auch die Kerntechnik verschiedenen technische Normen, darunter bspw. verschiedene VGB-Normen. Dies sind eine Reihe von Standards für Materialien, für die Herstellung, für die Methoden (z. B. Simulation) und Prozesse für die Sicherheit (z. B. IEC 61508 oder IEC 61226).

## Berufsausbildung und -tätigkeit
Der Bedarf an Fachkräften für den Bereich der Kerntechnik wird von Fachleuten auch langfristig als hoch eingeschätzt. Dies gilt auch für Länder, die einen Atomausstieg beschlossen haben (Deutschland, Schweiz, …), denn für kerntechnische Anlagen, die mittelfristig stillgelegt werden sollen, besteht dennoch weiterhin ein hoher Personalbedarf für den verbleibenden Betrieb, die Überwachung, die geordnete Stilllegung und den Rückbau der Anlagen sowie die Behandlung der Abfälle. Der hohen Nachfrage nach Fachkräften stehen ein überalterter Personalbestand und eine sinkende Zahl an Bewerbern gegenüber, sodass die Berufsaussichten für den Nachwuchs entsprechend gut bewertet werden.
Wegen des anspruchsvollen theoretischen Hintergrundes und der Komplexität des Fachgebietes sowie der hohen Verantwortung für den sicheren Umgang mit den Risiken der Technik wird für eine berufliche Tätigkeit im Bereich der Kerntechnik in der Regel eine höhere Ausbildung in Form eines Hochschulstudiums oder einer Weiterbildung zur Fachkraft vorausgesetzt.
Das Studium der Kerntechnik gehört meist zu den Ingenieurwissenschaften, entweder als eigenständiger Studiengang oder als Studienrichtung innerhalb eines anderen Faches, meist des Maschinenbaus oder der Verfahrenstechnik. Alternativ kann der Einstieg über eine entsprechende Spezialisierung in naturwissenschaftlichen Studiengängen (Kernphysik in der Physik, Kernchemie in der Chemie, …) erfolgen.
Auch im Bereich der Ausbildungsberufe gibt es Weiterbildungsangebote im Bereich der Kerntechnik, so etwa eine Spezialisierungsrichtung Kerntechnik für Kraftwerker und Kraftwerksmeister oder die der Fachkraft für Dekontamination / Radioaktive Stoffe (Dekontfachkraft).
Informationen zu Studien- und Ausbildungsmöglichkeiten im Bereich Kerntechnik bieten die Online-Datenbanken BERUFENET und KURSNET der Bundesagentur für Arbeit.

### Studienangebote in Deutschland (Beispiele)
Hinweis: Die Liste ist insofern unvollständig, als keine der Kerntechnik naheliegenden Themen der Forschung oder Entwicklung berücksichtigt werden. Dazu zählen Beschleunigertechnologie, Medizinphysik, nukleare Entsorgungstechnologien, Abrüstung und Kontrolle, usw. Eine Vielzahl an Lehrmöglichkeiten bieten weiterhin die Länder USA, Frankreich und Großbritannien. Es wird empfohlen, aktuelle Suchmaschinen für Studiengänge zu nutzen. Die List ist Stand 2023. Vergleiche auch die Institute weiter unten.
- Studiengang Nukleartechnologien an der TUM[29]
- Studiengang Nuclear Safety Engineering (Master) an der RWTH[30]
- Lehrstuhl für Reaktorsicherheit und -technik (LRST)[31], RWTH Aachen
- FH Aachen/Jülich:
  - Vertiefungsrichtung Energietechnik (bis ca. 2011: Kerntechnik) im Studiengang Maschinenbau (B.Eng);[32]
  - European Master of Science in Nuclear Applications (M.Sc) an der FH Aachen/Jülich[33]

### Studienangebote (Listen)
- Verwandte Studiengänge in der Nuklearchemie, die häufig im Zusammenhang mit Kerntechnik stehen. Dazu bietet die Gesellschaft Deutscher Chemiker (GDCH) eine aktuelle (Stand 2020) Kontaktliste zur Verfügung, siehe dort.[34]
- Eine Online-Liste zu europaweiten Studiengängen zusammengestellt und herausgegeben von der European Nuclear Society[35]

### Rückgang Studienfächer
In Deutschland hat im Zuge des Atomausstiegs Deutschlands das Interesse an einer Tätigkeit in der Kerntechnik stark abgenommen. Infolge der zurückgehenden Nachfrage wurde auch das Ausbildungsangebot an deutschen Hochschulen deutlich reduziert, obwohl es an deutschen Hochschulen noch zahlreiche Lehrstühle gibt, die auf dem Gebiet der klassischen Kerntechnik tätig sind. Nur noch wenige Hochschulen bieten im Bereich Kerntechnik Studiengänge, Vertiefungsrichtungen oder Schwerpunkte an.
Des Weiteren wird in der deutschen Hochschulpolitik die „Angewandte Kernphysik“ als Kleines Fach eingestuft. Eine Übersicht über die Fachstandorte und die Entwicklung der Zahl der Professuren gibt eine Karte der Arbeitsstelle Kleine Fächer.

## Forschung und Entwicklung

### National
Hinweis: Die Liste ist nur eine Auswahl mit Beispielen und erhebt keine Anspruch auf Vollständigkeit. Des Weiteren findet ggfs. eine Verschmischung von Kernphysik-naher und Kerntechnik-naher Forschung statt. Wie die einzelnen Institute sich abgrenzen und ob diese auch Studienangebote anbieten muss im Einzelfall geprüft werden. (Stand 2023)
- Institut für Energie und Klimaforschung, dort Nukleare Entsorgung (IEK-6) des FZ Jülich[39]
- JRC Karlsruhe (ehemaliges Europäisches Institut für Transurane (ITU)) am KIT Karlsruhe
- Institut für Nukleare Entsorgung (INE)[2] am KIT Karlsruhe
- Institut für Angewandte Thermofluidik (IATF)[40] des KIT Karlsruhe, dort die Einrichtungen:
  - Professur für Innovative Reaktorsysteme
  - Professur für Fusions- und Reaktortechnik
- Institut für Neutronenphysik und Reaktortechnik (INR)[41] des KIT Karlsruhe, siehe dort die verschiedenen Einrichtungen
- Professur für Wasserstoff- und Kernenergietechnik (Institut für Energiewesen) an der TU Dresden[42]
- Spezialisierungsfach Kernenergietechnik am Institut für Kernenergetik und Energiesysteme (IKE) der Universität Stuttgart[43]

- Tritium Laboratory Karlsruhe (TLK) des KIT Karlsruhe (seit 1993[44])

### International
Dazu zählen verschiedene Großforschungseinrichtungen, wie z. B. das französische Commissariat à l’énergie atomique et aux énergies alternatives (CEA), das U. S. Department of Energy (DOE) (Vorgänger-Organisation: Atomic Energy Commission (AEC)) und seine Sub-Organisationen, die englische Atomic Energy Research Establishment (AERE), bzw. ihre Nachfolgeorganisation United Kingdom Atomic Energy Authority (UKAEA) und viele weitere Einrichtungen.
Siehe auch die Labore im Artikel Kernphysik.

### Preise und Auszeichnungen
- Atoms for Peace Award
- Enrico-Fermi-Preis
- Siehe auch die verwandten Preise und Auszeichnungen in der Kernphysik

## Verbände, Fachgesellschaften, Interessensgemeinschaften (Auswahl)
Hinweis: Weltweit existieren verschiedene Verbände, Lobbyorganisationen oder Organisationen, die sich mit Kerntechnik beschäftigen. Die Liste ist unvollständig und gibt nur einen groben Überblick, über bekannte und große Organisationen. Historische Organisationen, auch staatliche wie z. B. die verschiedenen Atomkommissionen (AEC) werden hier nicht aufgezählt. Außerdem werden keine Atomaufsichtsorgane aufgezählt, siehe dort.
- Deutschland:
  - Kerntechnischer Ausschuss (KTA)
  - Kerntechnische Gesellschaft (KTG)
  - Deutsches Atomforum, ab 2019 Kerntechnik Deutschland (KernD)
  - Ehemals die VDI Gesellschaft für Energietechnik, Fachausschuss Kerntechnik (heute FG Energie und Umwelt)
- Österreich: Österreichische Kerntechnische Gesellschaft (ÖKTG)
- Schweiz:
  - Schweizerische Gesellschaft der Kernfachleute (SGK) == Swiss Nuclear Society (SNS)[45]
  - Swissnuclear – Verband der Schweizer Kernkraftwerksbetreiber
- Volksrepublik China
  - Chinese Nuclear Society[46]
- Europa:
  - European Association of Nuclear Medicine
  - European Nuclear Society
- Frankreich:
  - International Institute of Nuclear Energy (i2en)
  - French Nuclear Society (Sfen) (Société française d’énergie nucléaire)[47]
- Vereinigtes Königreich und  Welt:
  - Nuclear Industry Association (NIA)
  - World Nuclear Association (WNA)
  - World Association of Nuclear Operators (WANO)
- Vereinigte Staaten:
  - American Nuclear Society (ANS)
  - Nuclear Energy Institute (NEI)
- Welt:
  - Internationale Atomenergie-Organisation (IAEO bzw. IAEA)
  - Nuclear Energy Agency (NEA)
  - Women in Nuclear (WiN),[48] Teil der IAEA (Chapter)

## Kritik

### Atomenergiegegner
Kritiker lehnen die Kerntechnik – insbesondere die Kernenergie- und -waffentechnik – wegen der großen potentiellen Schäden für die Menschheit, Natur und Umwelt ab. Nach Einschätzung der Gegner sind die mit der Kernenergietechnik verbundenen Gefahren zu gravierend und die Risiken nicht ausreichend beherrschbar. Als Beleg führen sie die verschiedenen teils schweren Unfälle an, die sich in der Vergangenheit bereits in kerntechnischen Anlagen ereignet haben. Sie verlangen daher, auf die Nutzung der Kernkraft zu verzichten.

### Proliferation
Um die Verbreitung von Anlagen, Geräten, Material usw. zum möglichen Bau von Kernwaffen zu unterbinden, wurde die Gruppe der Kernmaterial-Lieferländer als Reaktion auf die erste von Indien entwickelte und gezündete Atombombe gegründet.

### Einsteiger, Interessierte und Schüler
- Markus Borlein: Kerntechnik (= Vogel Fachbuch). 2., überarb.  Auflage. Vogel, Würzburg 2011, ISBN 978-3-8343-3253-0.
- Martin Volkmer: Radioaktivität und Strahlenschutz. INFORUM Verlags- und Verwaltungsgesellschaft, 2012 (kernd.de).
- Martin Volkmer: Kernenergie Basiswissen. INFORUM Verlags- und Verwaltungsgesellschaft, 2013 (kernd.de).
- Winfried Koelzer: Lexikon zur Kernenergie. Ausgabe Januar 2019. KIT Scientific Publishing, 2019, doi:10.5445/KSP/1000088491 (Open Access).

### Moderne Fachbücher
- Hartmut Frey: Kernenergie: Kraftwerkstypen, Entwicklungen und Risiken. Springer Fachmedien Wiesbaden, Wiesbaden 2021, ISBN 978-3-658-31511-5, doi:10.1007/978-3-658-31512-2.
- Albert Ziegler, Hans-Josef Allelein (Hrsg.): Reaktortechnik. Springer Berlin Heidelberg, Berlin, Heidelberg 2013, ISBN 978-3-642-33845-8, doi:10.1007/978-3-642-33846-5.

### Referenzwerke
- Dan Gabriel Cacuci (Hrsg.): Handbook of Nuclear Engineering. Springer US, Boston, MA 2010, ISBN 978-0-387-98130-7, doi:10.1007/978-0-387-98149-9 (englisch, Modernes Referenzwerk mit 3700 Seiten).
- Ehud Greenspan (Hrsg.): Encyclopedia of Nuclear Energy. Elsevier, Amsterdam 2021, ISBN 978-0-12-819732-5 (englisch, 4 Bände, über 3000 Seiten.).
- Kenneth D. Kok (Hrsg.): Nuclear Engineering Handbook. 2. Auflage. CRC Press, 2016, ISBN 978-1-315-37382-9, doi:10.1201/9781315373829 (englisch).

### Geschichte
- Bertram Winde, Lotar Ziert: Organisation der Kernforschung und Kerntechnik in der Deutschen Demokratischen Republik (= Kleine Bibliothek der Kerntechnik). VEB Deutscher Verlag für Grundstoffindustrie, Leipzig 1961.
- Robert Gerwin: Atoms in Germany. Econ Verlag, 1964 (englisch).
- Schweizerische Gesellschaft der Kernfachleute: Geschichte der Kerntechnik in der Schweiz: Die ersten 30 Jahre 1939-1969 (= Alte Forscher - aktuell. Band 3). Olynthus, 1992, ISBN 3-907175-16-6.

### Ältere Fachbücher
- Harold Etherington (Hrsg.): Nuclear Engineering Handbook. McGraw-Hill Book Company, 1958 (englisch, archive.org).
- Wolfgang Riezler, Wilhelm Walcher (Hrsg.): Kerntechnik. B. G. Teubner, Stuttgart 1958.
- R.L. Murray: Einführung in die Kerntechnik (= Hochschulbücher für Physik. Band 11). Deutscher Verlag der Wissenschaften, Berlin 1959 (Neuauflage ISBN 978-0-12-812881-7).
- Gerhard Blumentritt, Lothar Schwaar: Kerntechnik im Blickpunkt. VEB Fachbuchverlag Leipzig, Leipzig 1979.

### Zeitschriften (Auswahl)
- Nuclear Science and Engineering
- Annals of Nuclear Energy
- Applied Radiation and Isotopes
- Atoms
- Atomkernenergie (1956–1978), danach Kerntechnik
- Atompraxis, vereint mit Kerntechnik
- Atomic Energy oder Atomnaya Energiya (russisch)
- Journal of Nuclear Engineering
- Journal of Nuclear Science and Technology
- Kerntechnik (seit 1978)
- Progress in Nuclear Energy
- Nuclear Engineering and Design
- Nuclear Engineering and Technology (NET)
- Nuclear Instruments and Methods in Physics Research Section
- Nuclear Science and Engineering
- Nuclear Technology
- Nucleonics (1947–1967)
- Progress in Nuclear Energy
- Power Reactor Technology (1957–1972)
- uvm.